# Бацаниј Мари (Ковасна)
Бацаниј Мари (рум. Băţanii Mari) насеље је у Румунији у округу Ковасна. Oпштина се налази на надморској висини од 509 m.

## Становништво
Према подацима из 2011. године у насељу је живело 4454 становника.